# Prodiaphania fullerae
Prodiaphania fullerae là một loài ruồi trong họ Tachinidae.